# Jéhan de Buhan
Pour les articles homonymes, voir de Buhan.
Henri Jéhan Éric Joseph Marie de Buhan (né le 5 avril 1912 à Bordeaux, mort le 14 septembre 1999 dans la même ville) est un escrimeur français. Bien que reconnu sur le tard, ce membre de l'équipe de France d'épée et de fleuret fut à plusieurs reprises médaillé d'or lors des Jeux olympiques et des Championnats du monde.

## Biographie
Son oncle lui fait découvrir son sport[réf. souhaitée], en l'emmenant à l'âge de 10 ans s'entraîner dans la salle d'arme de Maître Roy à Arcachon. À l'adolescence, il s'adonne aussi au hockey sur gazon pour la villa Primrose, à Bordeaux. 
Entraîné par Maître Biohain à partir de l'âge de 17 ans (salle d'arme personnelle rue du Palais Gallien et du Parlement-Sainte-Catherine à Bordeaux), il arrive à Paris en 1936 avec une licence de droit et un diplôme de l'École de commerce de Bordeaux en poche. Il s'inscrit alors au cercle militaire dont le Maître d'armes est M. Dodiver. En 1940, il est présélectionné pour disputer les Jeux olympiques d'Helsinki lorsque la guerre éclate.
Il passe ensuite cinq années en captivité, ne touchant au fleuret qu'à Dresde durant quelques semaines dans une salle de fortune dévastée par un incendie, avant un retour à Bordeaux. En 1946, déjà âgé de 33 ans, il parvient à être vice-champion de France, avant de devenir vice-champion du monde en 1947 à Lisbonne, derrière le jeune d'Oriola, les deux hommes obtenant alors le titre mondial de fleuret par équipe. 
Marchand de vin de son état pour les cognac Adet, il vient à 36 ans, après une préparation en juin au bataillon de Joinville, participer à l'Olympiade organisée à Londres en 1948 pour s'aligner à l'épée, mais les circonstances font qu'il est retenu finalement pour le fleuret. Il en repartira avec deux médailles d'or, remportant les sept épreuves auxquelles il était inscrit au fil du tournoi, établissant un total général record de 24-1, et battant en finale individuelle le jeune Christian d'Oriola, âgé alors de 19 ans. Du fait de son métier, Buhan fit acheminer pour la finale par équipe une caisse de bouteilles de rouge dont il avait deviné tout l'intérêt. Résultat en or à la clé pour Jacques Lataste, André Bonin, Adrien Rommel, René Bougnol, d'Oriola et lui-même.
Son père fut Président de la Fédération d'escrime du Sud-Ouest, à la fin des années 1920.
Père de trois garçons, Jéhan de Buhan était par ailleurs un amateur de chasse à la bécasse et au faisan dans les landes girondines, ainsi que de pêche à la truite - à la mouche - dans les gaves pyrénéens.
Depuis 2006, il donne lieu à un challenge annuel d'escrime portant son nom, sous l'égide de l'Union Sportive du Bouscat, dans la salle Union Sportive Bouscataise Escrime -inaugurée en septembre 2013 et dotée de 8 pistes intégrées, équipées électriquement pour les 3 armes- du complexe sportif portant là encore son nom.

## Palmarès

### Jeux olympiques
- Médaille d'or au fleuret aux Jeux olympiques d'été de 1948
- Médaille d'or au fleuret par équipe aux Jeux olympiques d'été de 1948
- Médaille d'or au fleuret par équipe aux Jeux olympiques d'été de 1952

### Championnats du monde
- Médaille d'or à l'épée par équipe en 1947
- Médaille d'or au fleuret par équipe en 1947
- Médaille d'or au fleuret par équipe en 1951
- Médaille d'argent au fleuret par équipe en 1938
- Médaille d'argent au fleuret par équipe en 1949
- Médaille d'argent au fleuret en 1950
- Médaille d'argent au fleuret par équipe en 1950
- Médaille d'argent à l'épée par équipe en 1950
- Médaille de bronze au fleuret en 1951